# Павел V
Павел V (лат. Paulus PP. V; в миру Камилло Боргезе, итал. Camillo Borghese; 17 сентября 1552, Рим — 28 января 1621[…], Рим) — папа римский с 16 мая 1605 года по 28 января 1621 года.

## Биография
Семья Боргезе происходила из Сиены, но переехала в Рим. Здесь 17 сентября 1552 и родился Камилло Боргезе. 
Он начал свою карьеру как юрист и получил образование в Перудже, а затем в Падуе.

### Кардинал
В 1596 году Климент VIII послал его с дипломатической миссией к испагскому королю  Филиппу II. Когда он вернулся, то получил кардинальскую шапку, епископство и был назначен викарием Рима.

### Папство

#### Избрание
Когда папа Лев XI умер в 1605 году, кардинал Боргезе стал одним из трёх кандидатов в его преемники, наряду с Цезарем Баронием и Роберто Беллармином. Его нейтралитет во фракционных спорах сделал его идеальным компромиссным кандидатом.
По словам современника, по характеру Боргезе был очень строгим и непреклонным, юристом, а не дипломатом, который защищал привилегии Церкви и единство её структуры.
После получения тиары Павел V назначил своего двадцатисемилетнего племянника кардиналом-непотом и сменил его фамилию Каффарелли на Боргезе. Карьера рода Боргезе была, таким образом, обеспечена.

#### Теология
В 1616 году декрет папской Конгрегации «Индекса запрещённых книг» осудил труд Николая Коперника «Об обращениях небесных сфер». По инициативе папы был начат также инквизиционный процесс против Галилео Галилея (1564 — 1642), самого выдающегося физика и астронома того периода, сподвижника идей Николая Коперника. Запрещено было, в частности, пропагандировать тезис, что «Солнце не движется вокруг Земли и Земля не является центром Вселенной».

#### Канонизация и беатификация
Павел причислил к лику святых Карло Борромео (1 ноября 1610 года) и Франциску Римскую (29 мая 1608 года), причислил к лику блаженных ряд лиц, в том числе Игнатия Лойолу, Филиппа Нери, Терезу Авильскую и Франциска Ксаверия.

### Смерть
Павел V умер на 69-м году жизни 28 января 1621 года от инсульта в Квиринальском дворце и был похоронен в Паолинской капелле, называемой также "капеллой Боргезе" и  находящейся в Санта-Мария-Маджоре.

## Внешняя политика

### Конфликт с Венецией
В первые годы понтификата Павла V возник конфликт между ним и Венецианской республикой. Папа решил наказать Венецию за попытку сохранить свою независимость от папства.
Венеция приняла два закона, неприятные для папы: один запрещал отчуждение недвижимого имущества в пользу духовенства, а второй переводил в ведение светских властей строительство новых храмов (в сущности, Венеция декларировала отделение церкви от государства). Наконец, два священника, обвиняемые в попытках отравления, убийствах и распущенности, были арестованы и отправлены в тюрьму для судебного разбирательства, что еще больше разозлило папу. Павел V настоял, чтобы священников выпустили из заключения, так как они не подпадали под светскую юрисдикцию.
Когда власти Венеции отказались выполнить это требование, папа пригрозил интердиктом. Угрозы не подействовали, и в апреле 1606 года папа подверг Венецию интердикту. Известный венецианский юрист Паоло Сарпи настоятельно рекомендовал своему правительству пойти на компромисс с папским престолом. Венецианский сенат неохотно принял эту рекомендацию, и Сарпи встретился с Павлом V и изложил позицию венецианцев. Правительство поддержала значительная часть венецианского духовенства, поэтому литургии по-прежнему проходили, а праздник Тела Христова был отмечен с помпой, вопреки запрету папы. В течение года (к марту 1607 года) разногласия были сглажены при посредничестве Франции и Испании. Венецианская Республика отказалась отменить неугодные папе законы, но заявила, что будет вести себя «со своим привычным благочестием». Павел снял интердикт. Это был последний случай провозглашения папского интердикта по отношению к суверенному государству. В то время наступило также сближение папства с Францией, доминирующая роль которой в Европе проступала все более явственно.

### Отношения с Англией
Неудачным было вмешательство Павла V в дела протестантской Англии, в результате которого наступило ухудшение положения католиков, особенно в Ирландии. Папу подозревали в причастности к Пороховому заговору 1605 года. В письме от 9 июля 1606 года папа просил короля Якова I воспрепятствовать гонениям на католиков, организовавших этот заговор.

### Миссионерство
Во времена Павла V развивались миссии — капуцинов в королевстве Конго, иезуитов — в Парагвае.

В ноябре 1615 года Павел V приветствовал посольство японских самураев возглавляемое Хасэкура Цунэнага в Риме. Хасэкура передал папе письмо от Датэ Масамунэ, который просил заключении торгового договора между Японией и Новой Испанией. В письме также содержалась просьба прислать христианских миссионеров в Японию. Папа согласился на отправку миссионеров, но вопрос о торговом соглашении переадресовал королю Испании Филиппу III.

## Наследие
В Риме папа финансировал завершение базилики Святого Петра, а также украшение Ватиканской библиотеки. Он восстановил Акведук Траяна, чем улучшил водоснабжение города. Он покровительствовал Гвидо Рени.
31 января 1612 основал секретный архив Ватикана.

## Образ в культуре
- 1990 — «Битва трёх королей» (СССР, Испания, Италия, Марокко). В роли Павла V — Фернандо Рей.